# T・J・ウォード
T・J・ウォード（Terrell Ray Ward Jr.、1986年12月12日 - ）は、元アメリカンフットボール選手。オレゴン大学出身。現役時代のポジションはセイフティ。

## 経歴
学生時代は、オレゴン大学ダックスでプレイした。2010年ドラフトでクリーブランド・ブラウンズから指名を受けた（2巡目、全体38番目）。

### ブラウンズ時代

#### 2010年シーズン
シーズン16試合すべてでスターターを務め、123タックル、2インターセプトを記録。ベンガルズ戦ではエンドゾーン内で相手チームのワイドレシーバージョーダン・シプリーに対して危険タックルを浴びせ、全米で大きく報じられた。ウォードはこのプレイで1万5000ドル（約120万円）の罰金処分を受けている。

#### 2011年シーズン
怪我に悩まされた2011年シーズンでは、39タックル、1サックに終わった。

#### 2012年シーズン

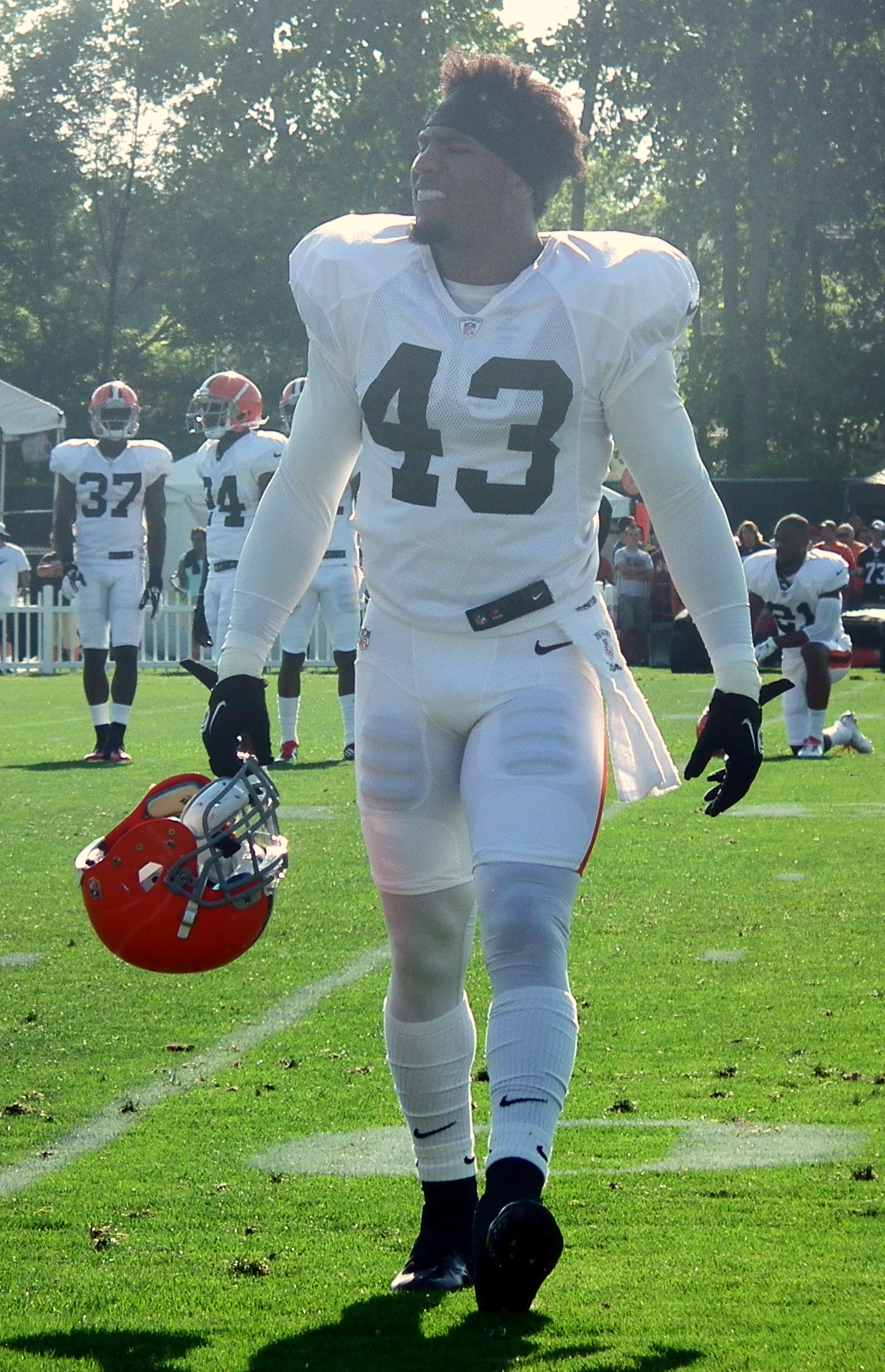
ブラウンズのトレーニングキャンプ（2012年）でのウォード

2012年では復調した。14試合でスターターを務め、68タックル、1サック、1インターセプトを記録した。

#### 2013年シーズン
全16試合でスターターを務め、123タックル、1.5サック、2インターセプト、1ファンブルフォース、10パスディフェンスを記録。プロボウルおよびオールプロのセカンドチームに選出された。

### ブロンコス時代

#### 2014年シーズン
2014年3月11日、ウォードはデンバー・ブロンコスと4年契約（2300万ドル）を結んだ。
2年連続でプロボウルに選出された。

### 2015年シーズン
2015年のレギュラーシーズンは61タックル、2サック、2ファンブルフォース、6パスディフェンドを記録した。この年チームは12勝4敗の成績でAFC第1シードを獲得し、ディビジョナルでピッツバーグ・スティーラーズ、AFCチャンピオンシップゲームでニューイングランド・ペイトリオッツに勝利しスーパーボウルに進出した。迎えたカロライナ・パンサーズとの第50回スーパーボウルでウォードは7タックル、ファンブルリカバー、インターセプトを記録し、チームのスーパーボウル優勝に貢献した。
2017年2月にチームからリリースされた。

### ブロンコス退団後
2017年9月3日にタンパベイ・バッカニアーズと契約し、2020年10月1日にアリゾナ・カージナルスと契約したが、10月20日にリリースされた。
2021年4月21日に現役引退を表明した。

## 家族・親族
アトランタ・ファルコンズに所属していたランニングバックのテロン・ウォードは弟、元NFL選手のモーリス・ジョーンズ＝ドリューはいとこである。